# Castillejo de Robledo
Castillejo de Robledo ist ein Ort und eine kleine nordspanische Gemeinde (municipio) mit 95 Einwohnern (Stand: 2024) im Westen der Provinz Soria in der Autonomen Region Kastilien-León. Der Ort ist als Kulturgut (Bien de Interés Cultural) in der Kategorie Conjunto histórico-artístico anerkannt. Die katholische Kirchengemeinde gehört zum Bistum Osma-Soria.

## Lage
Der Ort Castillejo de Robledo liegt in einer Talsenke in ca. 960 m Höhe etwa 27 km (Fahrtstrecke) südöstlich von Aranda de Duero; die sehenswerte Nachbargemeinde Peñaranda de Duero befindet sich knapp 30 km nördlich. Die Kleinstädte San Esteban de Gormaz, Burgo de Osma und Berlanga de Duero liegen weiter östlich; die Provinzhauptstadt Soria befindet sich etwa 100 km nordöstlich. Das Klima ist im Winter rau, im Sommer dagegen gemäßigt bis warm; Regen (ca. 495 mm/Jahr) fällt übers Jahr verteilt.

## Bevölkerungsentwicklung
| Jahr      | 1857 | 1900 | 1950 | 2000 | 2017 |
| Einwohner | 344  | 749  | 982  | 193  | 117  |

Infolge zunehmender Trockenheit sowie der Mechanisierung der Landwirtschaft und des daraus resultierenden geringeren Arbeitskräftebedarfs ist die Zahl der Einwohner seit der Mitte des 20. Jahrhunderts stark rückläufig; hinzu kommt die Aufgabe von zahlreichen bäuerlichen Kleinbetrieben.

## Wirtschaft
Infolge der Höhenlage sind die ackerbaulichen Erträge, die vorrangig der Selbstversorgung dienten, gering. Viehzucht und Milchwirtschaft spielten deshalb immer schon eine wichtige Rolle. Der Ort gehört heute zum Weinbaugebiet Ribera del Duero. In den letzten Jahrzehnten haben die Einnahmen aus dem Tourismus deutlich an Bedeutung gewonnen.

## Geschichte
Über die Geschichte des kleinen Ortes ist nicht viel bekannt. In islamischer Zeit war die Gegend entvölkert und wurde erst im 11. und 12. Jahrhundert von Zuwanderern aus dem christlichen Norden, aber auch von Christen aus dem Süden Spaniens („Mozaraber“) wiederbesiedelt (repoblación). Im Jahr 1311 existierte hier eine Niederlassung des Templerordens, auf welchen möglicherweise die Gründung und/oder die weitere Entwicklung des Ortes zurückgeht.

## Sehenswürdigkeiten

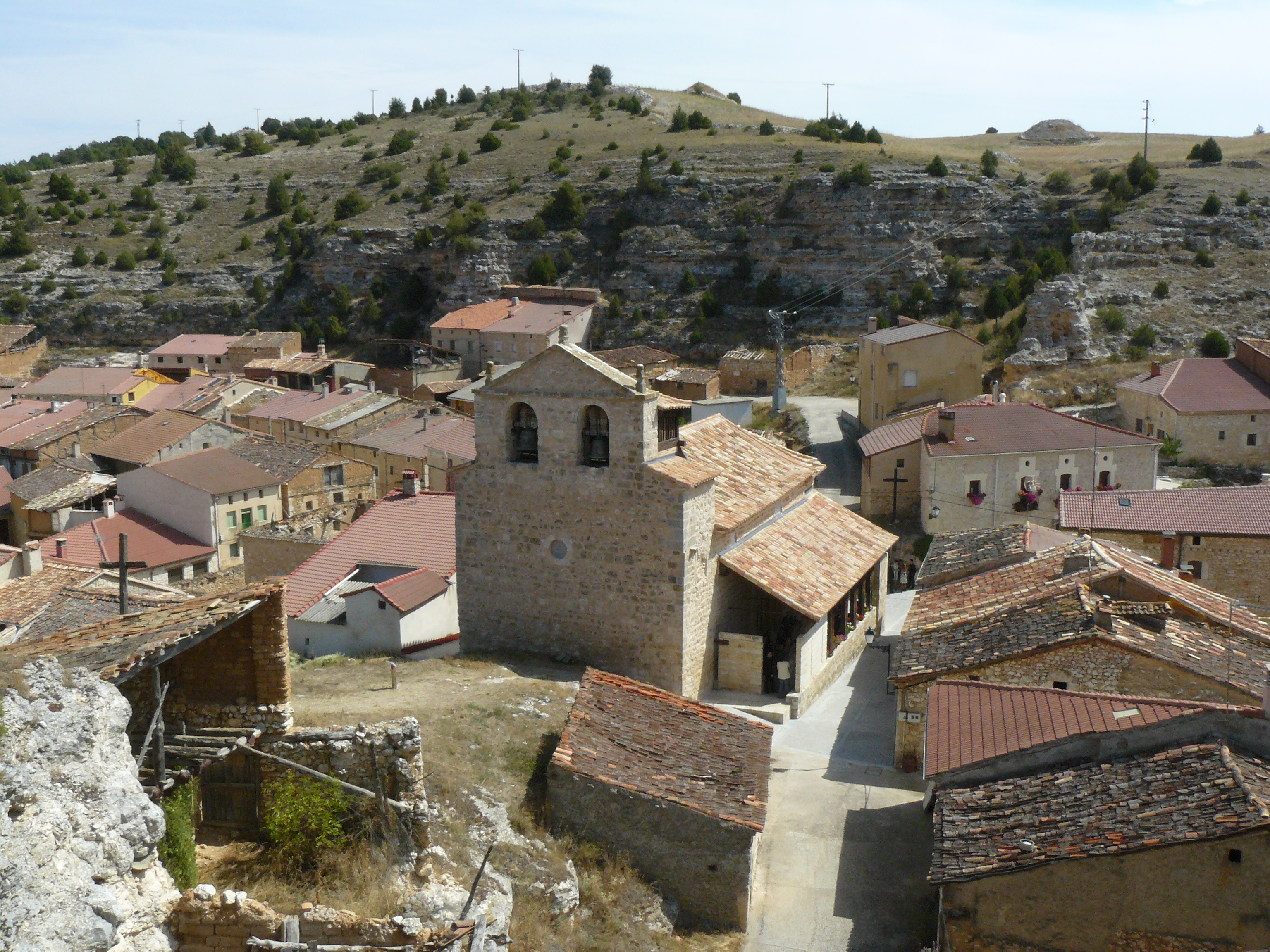
Iglesia Nuestra Señora de la Asunción

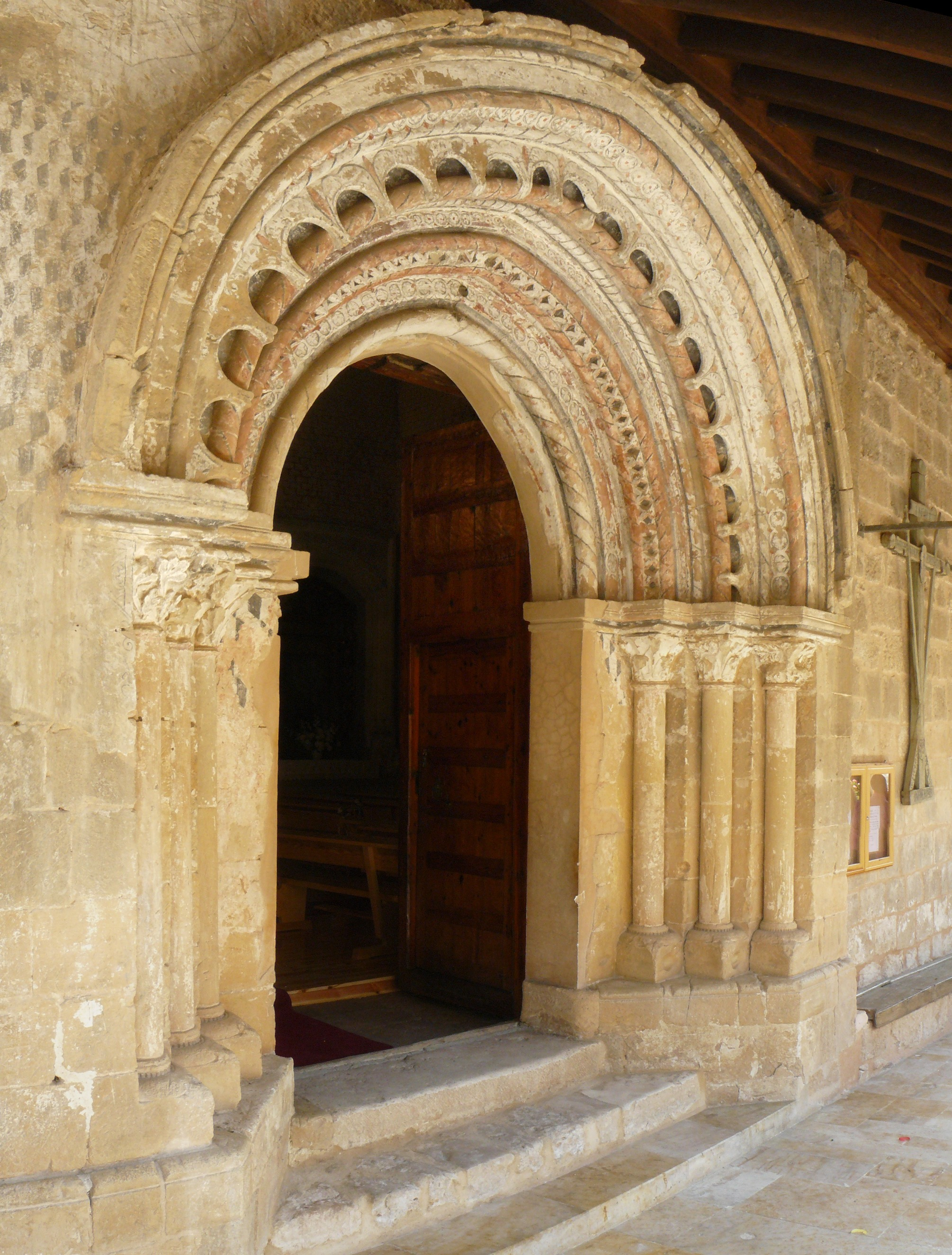
Portal der Kirche

- Eine Burgruine, die ehemals zu einer Festungsanlage des im Jahre 1312 auf dem Konzil von Vienne durch Papst Klemens V. auf Druck des französischen Königs Philipp IV. aufgelösten Templerordens gehörte, überragt den kleinen Ort. Die Burg wurde anschließend dem Johanniterorden übergeben, der sich jedoch kaum um sie kümmerte, so dass sie irgendwann verfiel.
- Die einschiffige romanische Kirche Nuestra Señora de la Asunción mit ihrem Glockengiebel (espadaña) über der portal- und fensterlosen Westseite entstammt wahrscheinlich der ersten Hälfte des 12. Jahrhunderts. Die Apsis ist im Äußeren durch zwei Dienste dreigeteilt; zwei Gesimse – das untere um die Dienste verkröpft – sorgen für eine horizontale Gliederung. Die beinahe gänzlich zugemauerten Fenster werden von kleinen eingestellten Säulchen mit Kapitellen gerahmt und von profilierten Bogenläufen überspannt, denen ein äußerer Bogen mit einem Zackenfries vorgelagert ist. Unter der Dachtraufe verläuft ein teilweise figürlich gestalteter Konsolenfries. Größter Schatz der Kirche ist jedoch das von einer Südvorhalle (portico oder galería porticada) geschützte, mehrfach gestufte hochromanische Portal, dessen geometrischer Schmuck (darunter ein Diamantstab) mit einem dominierenden, beinahe plastisch wirkenden Vielpassbogen sehr abwechslungsreich gestaltet ist. Das Kirchenschiff ist von einem offenen Dachstuhl bedeckt; nur die Apsis und das Vorchorjoch sind gewölbt und in späterer Zeit (15. Jahrhundert?) mit einem einfarbigen blauen Kachelmosaik geschmückt worden, das ein Himmelszelt zu imitieren scheint. Die Frontseite des Triumphbogens ist als doppelköpfige grüne Schlange gestaltet.

Umgebung
- Die kleine Einsiedlerkirche Ermita de los Mártires hat einen flachen Chorschluss und wird im Westen von einem überdimensioniert wirkenden dreibogigen Glockengiebel überragt. Im Innern des Kirchleins wurden Reste von mittelalterlichen Fresken freigelegt.